# Oče je kupil zvonec, mati pa lonec
Oče je kupil zvonec, mati pa lonec je slovenska ljudska pravljica. Izhaja iz Petelinja pri Pivki.

## Nastanek
Naslov pravljice je Oče je kupil zvonec, mati pa lonec. V narečju jo je zapisal Tine Logar, priredila jo je Kristina Brenkova. Pravljica je zapisana v zbirki ljudskih pravljic z naslovom Babica pripoveduje, ki jih je izbrala Kristina Brenkova, ilustrirala in opremila Ančka Gošnik-Godec. Izšla je v zbirki Deteljica. Uredil jo je Niko Grafenauer, grafično uredila pa Vlasta Zagorski. Knjigo je založila Mladinska knjiga v Ljubljani leta 1982. Glavni urednk je bil Borut Igolič, za založbo pa Vid Štempihar. Natisnila je tiskarna Mladinska knjiga, Ljubljana, v 8000 izvodih.

Pravljica Oče je kupil zvonec, mati pa lonec je kratko književno besedilo. Pravljica je del slovenskega ljudskega izročila.

## Analiza pravljice

### Obnova pravlijce
Pravljica govori o očetu in materi. Nekega dne je oče rekel materi, da je zanič, mati pa mu je predlagala, naj si zamenjata vloge in res sta tako storila. Mati je šla tako na njivo, oče pa je ostal doma in opravljal hišna opravila in skrbel za prašiče in krave. Oče ni bil sposoben obvladati zanj nove situacije, se pravi kuhanja in skrbi za živino hkrati. Tako se mu je pripetilo več neušečnosti. Pozabil je prašiče zapreti, utekli so mu in mu v kuhinji razlili smetano. Med tem časom je postal žejen in si je šel v hram natočit vino in ko je opazil, da so prašiči utekli, je pustil pipo vina odprto. Neko kravo je imel privezano na vrv, ki jo je napeljal skozi dimnik in si jo privezal okoli pasu. Krava je zbezljala in zvlekla moža skozi dimnik, da se je zagozdil vanj. Ko je žena prišla domov, je našla moža v dimniku. Rešila ga je in nato sta sklenila, da se ne bosta več kregala. Mož je spoznal, da ima tudi žena doma veliko dela. Skupaj sta šla na sejem. Oče je kupil zvonec, mati pa lonec.

### Klasifikacija pravljice
Pravljica je delno realistična, delno pa je sad domošlijije. Realistična je v delu, ko se mož in žena kregata, nerealistična pa je takrat, ko nastopajo živali. Čeprav živali v pravljici nimajo nobenih človeških lastnosti, izvajajo dejanja, ki ne morejo biti realna.

### Književne osebe
Funkcije likov so po mnenju Vladimirja Proppa osnovna prvine pravljice. Funkcije likov so stalne, nespremenljive prvine pravljice, ne glede na to, kdo in kako jih izvaja. Funkcije so osnovni sestavni deli pravljice. [Vladimir J. PROPP, Morfologija pravljice]]. Studia Humanitas, Ljubljana, 2005. Str. 36] 

Glavna književna oseba v pravljici je oče. Pomembna književna oseba je mati. Stranski junaki so prašiči in krava. 

#### Oče
Oče je glavni junak pravljice. Je realistična književna oseba. Okoli njega se vrti vse dogajanje v pravljici. Oče ima najprej negativno vlogo. Očita namreč ženi, da je zanič. Naloženo ima težko nalogo. Naloge ne more opraviti. Ni sposoben obvladati situacijo in izpeljati nalogo. Zato je kaznovan. Na koncu postane žrtev.

V pravljici igra oče vlogo moža. Nikjer ni omenjeno, da bi bil oče, da bi imel kakega sina oziroma hčer. Osebnost očeta ni jasno opisana. Ne vemo, kako mu je ime. O njem neposredno izvemo, le da ima ženo, živino in njive. Posredno lahko izvemo, da je mashilist. Zaničuje ženo, njeno vlogo in njeno delo. Lahko rečemo, da predstavlja povprečnega moškega. Je torej tipiziran lik.

#### Mati
Mati ja pomembna nastopajoča oseba v pravljici. Je realistična oseba. Materi oče očita, da je zanič. Tako mati igra vlogo žrtve. Možu se upre. Mati začasno zapusti dom. Ob vrnitvi igra vlogo rešilca, saj reši moža. V delu je mati zmagovalec, saj ima ona prav. Možu dokaže, da ni zanič.

Prav tako kot oče, mati ne igra v pravljici vlogo matere, a igra vlogo žene. Ne vemo, če ima otroke. Ne poznamo njenega imena. Ona ni tipiziran ženski lik, ker igra vlogo upornice, ki je nenavadna vloga. Ima odločen značaj. Ženske so namreč navadno opisane kot ponižna bitja, ki so vsem na razpolago predvsem možu, ki mu vse ustrežejo in ga vedno ubogajo.

#### Živali
Živali v pravljici so tudi realistična bitja. Niso poosebljeni. Nimajo pravljičnih oziroma človeških lastnosti, kakor je navadno značilno za živali, ki nastopajo v pravljicah. Igrajo vlogo škodljivca, kajti škodujejo glavnemu junaku pravljice, to je očetu. Po drugi strani pa igrajo vlogo zaveznika za mater. S tem da škodujejo očetu, pomagajo namreč materi, da dokaže svojo vrednost očetu v hišnem oziroma družinskem delu in mu dokaže, da je tudi njena vloga vredna, pomembna in naporna. Živali izvajajo v pravljici nenavadne stvari. Te stvari nisto realne. Tako pripomorejo k temu, da je pravljica delno nerealistična.

### Čas in kraj dogajanja
Čas dogajanja je nedoločen. Dogaja se namreč nekega dne, ne vemo pa kdaj. Edino kar lahko sklepamo je to, da se ne dogaja v zimskem času, ker je mati šla na njivo in navadno se ne hodi na njivo pozimi. Zgodba se odvija v teku dneva, od jutra do večera. 

Kraj dogajanja je pa nekako določen. Prostor dogajanja pa je hiša (kuhinja in hram), njiva in pašnik. Ker gre za kmetijske objekte, lahko sklepamo, da se dogaja na podeželju in ne v mestu, natančnega geografskega kraja dogajanja pa ne poznamo.

### Analiza motiva
Glavni motiv v pravljici je konflikt med očetom in materjo oziroma med možem in ženo. Ta motiv je še danes lahko aktualen. Aktualizacijo omogoča predvsem nedeločen čas ter nastopajoče književne osebe. Vsak posameznik se lahko zlahka poosebi v vlogo enega oziroma drugega junaka.

Drugi motiv v pravljici je zamenjava vlog v opravljanju vsakdanjih opravil. Žena opravlja delo, ki ga navadno opravlja njen mož, to je delo na njivi. Uspešna je. Mož opravlja delo, ki ga navadno opravlja žena doma, to je kuhanje, skrb za hišo in za živino. Neuspešen je. Iz vsega tega je razvidno, da je delo, ki ga opravlja žena obsežnejše. Žena navadno opravlja tekom dneva več stvari, moški pa dela le na njivi. Zato moški ne zmore opravljati več stvari hkrati. Mož spozna torej, da žena ni zanič, da opravila, ki jih opravlja niso manjvredna njegovim.

Konec v pravljici predstavlja preobrat in zmago ženske. Mož spozna, da je imela žena prav. Skleneta, da se ne bosta več kregala. S tem dejanjem je konec zaničevanja ženske s strani moškega.

Zanimiv je končni motiv pravljice, ko odideta na sejem. Na sejmu je oče kupil zvonec, mati pa lonec. Lonec za mater je pripomoček za kuhanje, torej opravilo, ki bo odslej opravljala ona, pri katerem je uspešna in za katero ji je mož lahko hvaležen. Zvonec pa si je morda kupil oče da bo gnal živino na pašo.

### Motivno tematske povezave
Motiv konflikta med očetom in materjo oziroma možem in ženo najdemo tudi v naslednjih slovenskih ljudskih pravljicah: 

- Kaj dela žena
- Fižolček, ogelček in slamica
- Žalik žena.
- Stare štorje o možu in ženi
- Mož in žena sta se vedno pretepala
- Grof in njegova pregnana žena
- O petelinu cekinu

in v naslednjih tujih ljudskih pravljicah:

- Janko in Metka (Grimove pravljice)
- O ribiču in njegovi ženi (Grimove pravljice)
- Lovec in njegova žena (ruska ljudska pravljica)
- Tri želje (madžarska ljudska pravljica)
- Mož in žena (finska ljudska pravljica)
- Lena žena (makedonska ljudksa pravljica)
- Žena je posvetila moža za popa (makedonska ljudska pravljica)
- Ženska, ki je hotela narediti zeljno pito brez moke in olja (makedonska ljudksa pravljica)
- Mož, ki bi rad užival in žena, ki bi rada po gospodsko lenarila (makedonska ljudksa pravljica)
- O možu, ki je hotel gospodinjiti (norveška ljudska pravljica)
- Moževa hči in ženina hči (norveška ljudska pravljica)